# Thoissey
Thoissey est une commune française du département de l'Ain et située dans la région Auvergne-Rhône-Alpes. Jusqu'en 2015, elle était le chef-lieu du canton qui portait son nom et appartient depuis au canton de Châtillon-sur-Chalaronne.
Quatrième plus petite commune de l’Ain, elle est peuplée de 1644 habitants, appelés les Thoisseyens.

## Géographie

### Localisation
La commune est située dans la région naturelle de la Dombes, près de la frontière floue avec la Bresse. Bordée à l'ouest par la Saône, Thoissey se trouve à l'est du Beaujolais et du Mâconnais, régions viticoles réputées pour leurs vins.
Les grandes villes ne sont pas très éloignées du village, étant donné qu'elle est située à 19 kilomètres au sud de Mâcon, à 25 km au nord de Villefranche-sur-Saône, à 35 kilomètres à l'ouest de Bourg-en-Bresse et à 56 km de Lyon.

### Communes limitrophes
| Saint-Didier-sur-Chalaronne | Saint-Didier-sur-Chalaronne | Saint-Didier-sur-Chalaronne |
| Dracé                       | Thoissey                    | Saint-Didier-sur-Chalaronne |
| Dracé                       | Dracé                       | Saint-Didier-sur-Chalaronne |

### Points extrêmes
- Nord : collège Bel-Air, 46° 10′ 33″ N, 4° 48′ 05″ E
- Est : 46° 10′ 25″ N, 4° 48′ 36″ E
- Sud : confluence Saône - Chalaronne, 46° 09′ 54″ N, 4° 47′ 31″ E
- Ouest : La Prairie, 46° 10′ 19″ N, 4° 46′ 59″ E

### Hydrographie

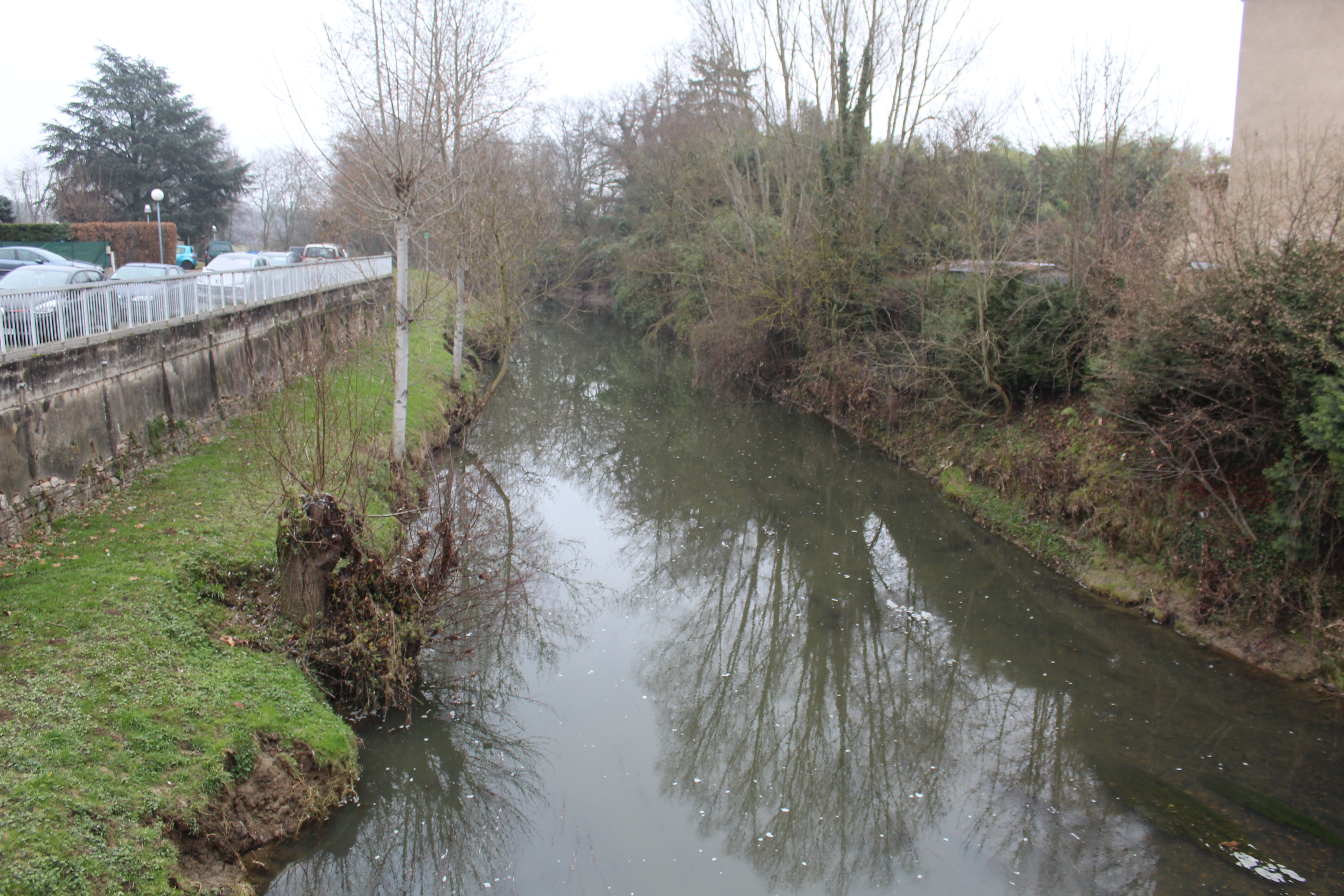
La Chalaronne près de l'Hôpital.

Thoissey est bordée par deux rivières qui ont une importance au niveau local. En premier lieu, la Saône borde l'ouest de la commune et fait office de frontière avec Dracé, commune du département du Rhône avec laquelle elle est reliée par un unique pont routier. Cette rivière fait souvent l'objet de crues qui inondent la partie ouest de la commune, n'impactant pas les bâtiments du centre-ville. Néanmoins, lors de crues importantes, le centre peut se retrouver sous les eaux, notamment en 1840 ou en 1955.
La Chalaronne est une rivière qui arrive de Saint-Didier-sur-Chalaronne par l'est et fait office de frontière avec cette dernière.
Le canal des Échudes long de 5,5 km a été construit au XVe siècle. Il a été creusé avant le XVe siècle sur la rive droite de la Chalaronne, et relie les eaux de cette dernière à celles de l'Échude, de l'étang de Tallard à la Saône. Crée pour l'irrigation, il a alimenté une douzaine de moulins à farine et à huile. Il approvisionnait aussi les lavoirs, tels celui existant face à l'Hôpital. Il servait également au trempage des osiers et des peaux de tannerie. Un canal supplémentaire de 875 m a été construit en 1758 pour faciliter le commerce, avec création d'un embarcadère. Des deux côtés, il est suivi de 179 platanes plantés en 1818.

### Climat
Pour des articles plus généraux, voir Climat d'Auvergne-Rhône-Alpes et Climat de l'Ain.
En 2010, le climat de la commune est de type climat océanique altéré, selon une étude du CNRS s'appuyant sur une série de données couvrant la période 1971-2000. En 2020, Météo-France publie une typologie des climats de la France métropolitaine dans laquelle la commune est dans une zone de transition entre le climat semi-continental et le climat de montagne et est dans la région climatique Bourgogne, vallée de la Saône, caractérisée par un bon ensoleillement (1 900 h/an), un été chaud (18,5 °C), un air sec au printemps et en été et des vents faibles.
Pour la période 1971-2000, la température annuelle moyenne est de 12,1 °C, avec une amplitude thermique annuelle de 18,5 °C. Le cumul annuel moyen de précipitations est de 808 mm, avec 9,7 jours de précipitations en janvier et 7,2 jours en juillet. Pour la période 1991-2020, la température moyenne annuelle observée sur la station météorologique de Météo-France la plus proche, dans la commune de Baneins à 10 km à vol d'oiseau, est de 12,7 °C et le cumul annuel moyen de précipitations est de 880,2 mm,. Pour l'avenir, les paramètres climatiques de la commune estimés pour 2050 selon différents scénarios d'émission de gaz à effet de serre sont consultables sur un site dédié publié par Météo-France en novembre 2022.

### Voies de communication et transports

Axes de communication de la commune.

La proximité de la commune avec les villes de Mâcon, Villefranche-sur-Saône et de Bourg-en-Bresse lui permet d'être traversée et d'être à proximité d'axes de communication importants au niveau départemental, régional et national.

#### Axes routiers

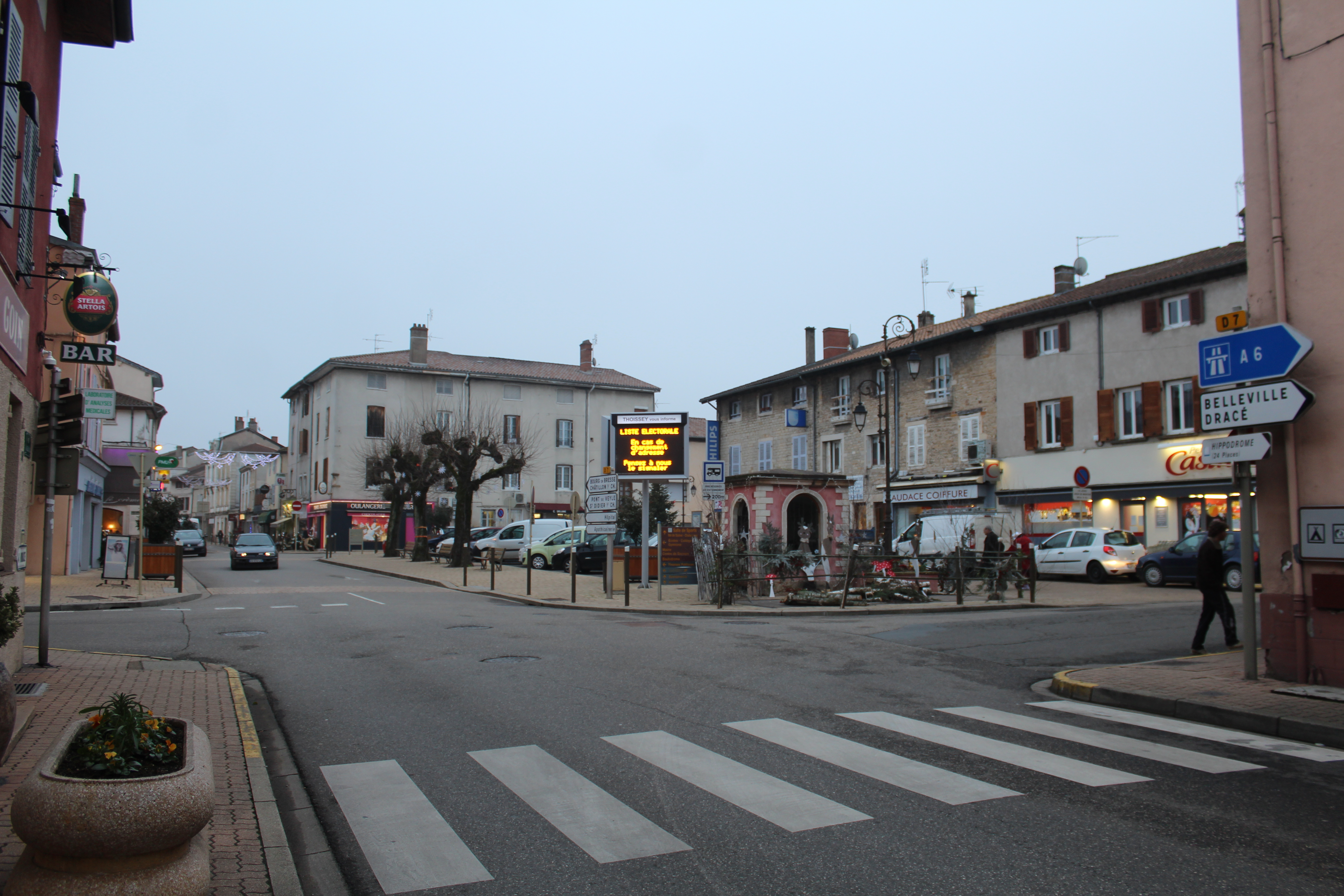
Route D 7 près de l'hôtel de ville.

La route départementale 7 est l'axe principal du village qui la traverse d'est en ouest. Partant de Chalamont puis passant par Châtillon-sur-Chalaronne, elle parvient jusqu'à Saint-Didier-sur-Chalaronne avant d'entrer sur le territoire communal avant de terminer sa route sur le pont sur la Saône menant à Dracé, laissant place à la route départementale 9 appartient au Rhône.
En face de l'hôtel de ville, une branche de la route D 7, la route D 7a, part en direction du hameau de Challes situé à Saint-Didier et terminant au pont de Saint-Romain-des-Îles, ancienne commune de Saône-et-Loire appartement aujourd'hui à Saint-Symphorien-d'Ancelles.
Enfin, la route départementale D 28d termine près de l'hôpital. Elle débute au hameau de Mousset le long de la route départementale D 933.
Aucune autoroute ne traverse la commune. Néanmoins, l'autoroute A6 passe tout près de la Saône et relie la capitale française à la capitale des Gaules.

#### Voies ferroviaires

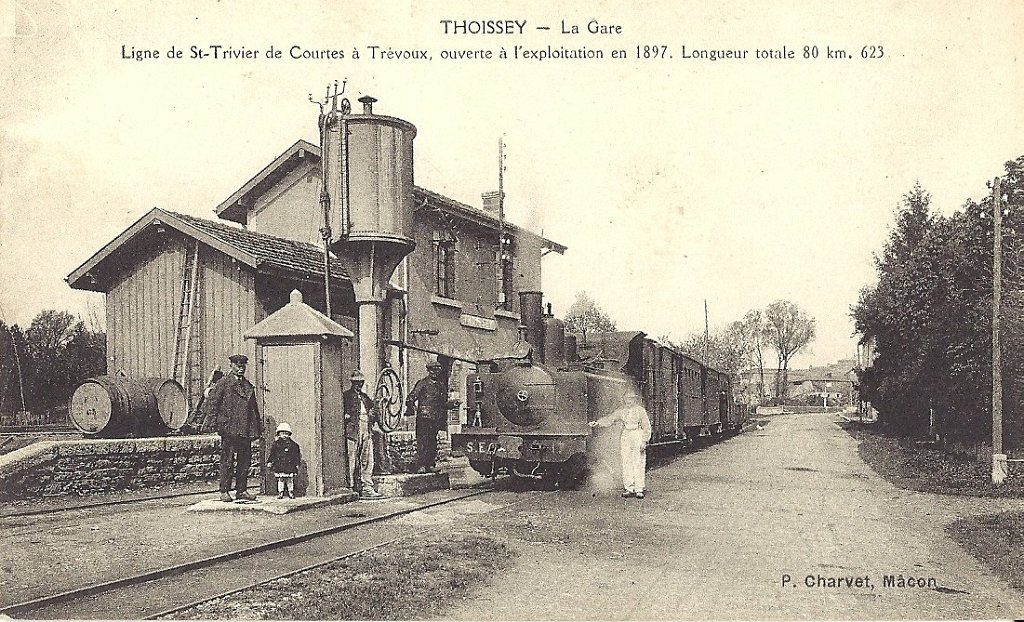
Gare du tramway.

Au début du XXe siècle, avec l'exploitation du réseau des tramways de l'Ain, la commune était traversée par la ligne de Trévoux à Saint-Trivier-de-Courtes longue de 81 km. Arrivant de la gare de Mogneneins, la ligne empruntait la Grande rue, et desservait ensuite la gare de Saint-Didier-sur-Chalaronne. Avant 1940, ce réseau ferroviaire ferma et fut remplacé par un service de transport par cars.
Aujourd'hui, aucune voie ferrée ne traverse la commune mais deux passent à proximité. À l'est, la ligne LGV Sud-Est traverse Saint-Didier et relie Marseille et Lyon à Paris en passant par la gare de Mâcon-Loché. À l'ouest, la ligne de Paris-Lyon à Marseille-Saint-Charles relie les mêmes villes et en plus d'accueillir des TGV, elle est utilisée par les TER Rhône-Alpes pour assurer les liaisons entre Mâcon et Lyon. La gare la plus proche est celle de Romanèche-Thorins.

#### Transport fluvial
La Saône est navigable à grand gabarit européen depuis Verdun-sur-le-Doubs jusqu'à Lyon. Elle constitue un axe de transport fluvial important entre l'est et la Méditerranée et est appréciée pour le tourisme fluvial. Il existe un port qui possède une halte fluviale intercommunale inaugurée en 2014 et située entre le camping et le pont routier à la frontière avec Saint-Didier.
À Mâcon, il y trois ports fluviaux : le port de plaisance, un autre près du quai des Marans et l'Aproport, l'un des ports fluviaux les plus importants de France. Villefranche possède aussi un port fluvial au carrefour des grands axes.

#### Transports en commun

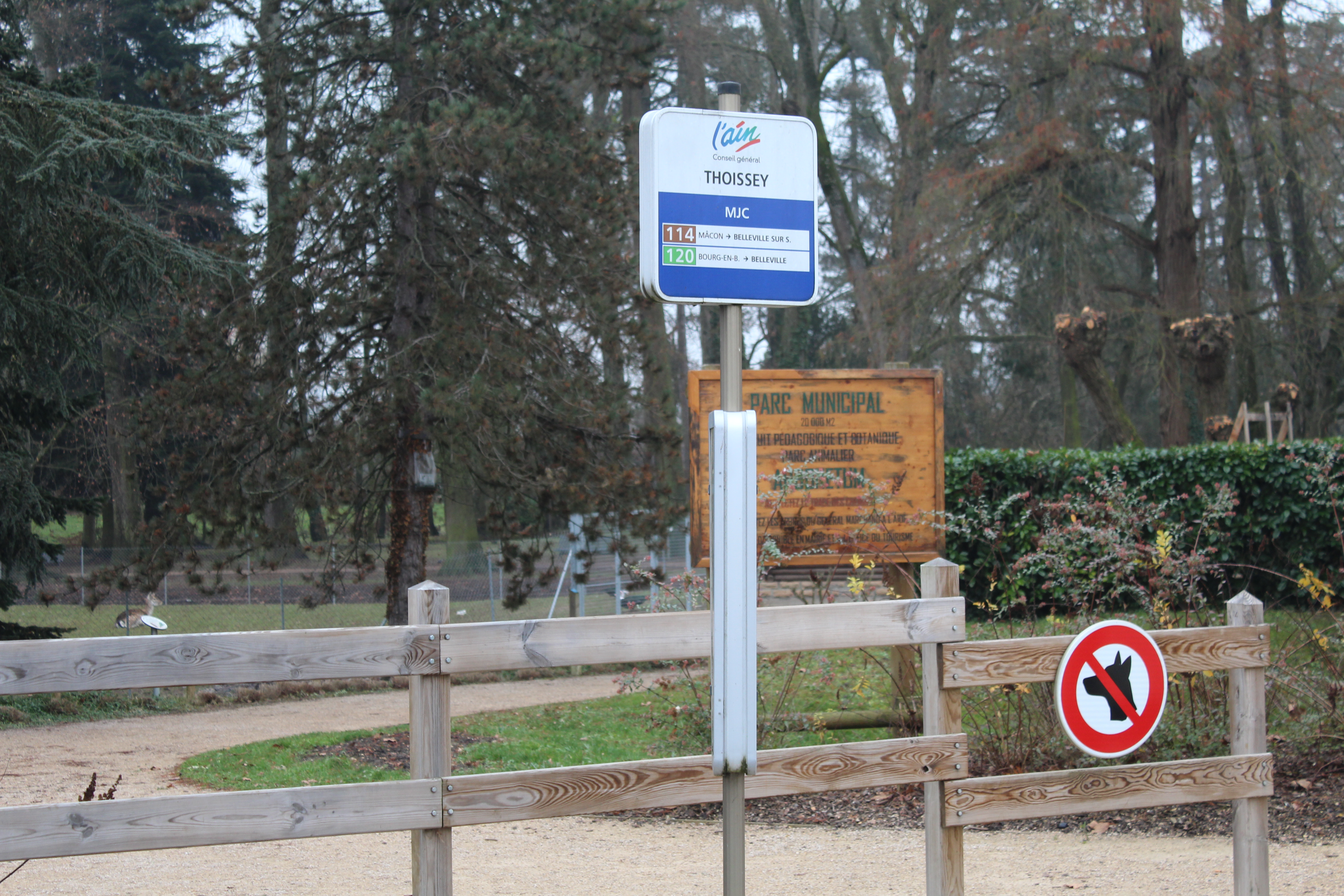
Arrêt MJC.

La commune est reliée au réseau départemental des bus car.ain.fr par l'intermédiaire de deux lignes qui dessert le seul arrêt MJC. La ligne 114 relie Mâcon à Belleville. Cette dernière est aussi reliée à Bourg-en-Bresse par la seconde ligne traversant Thoissey, la ligne 120.

## Urbanisme

### Typologie
Au 1er janvier 2024, Thoissey est catégorisée bourg rural, selon la nouvelle grille communale de densité à 7 niveaux définie par l'Insee en 2022.
Elle appartient à l'unité urbaine de Saint-Didier-sur-Chalaronne-Thoissey, une agglomération intra-départementale dont elle est une commune de la banlieue,. Par ailleurs la commune fait partie de l'aire d'attraction de Saint-Didier-sur-Chalaronne, dont elle est une commune du pôle principal,. Cette aire, qui regroupe 2 communes, est catégorisée dans les aires de moins de 50 000 habitants,.

### Occupation des sols
L'occupation des sols de la commune, telle qu'elle ressort de la base de données européenne d’occupation biophysique des sols Corine Land Cover (CLC), est marquée par l'importance des territoires agricoles (66,3 % en 2018), une proportion identique à celle de 1990 (66,3 %). La répartition détaillée en 2018 est la suivante : 
prairies (60,1 %), zones urbanisées (24,9 %), eaux continentales (8,8 %), zones agricoles hétérogènes (4,3 %), terres arables (2 %).
L'évolution de l’occupation des sols de la commune et de ses infrastructures peut être observée sur les différentes représentations cartographiques du territoire : la carte de Cassini (XVIIIe siècle), la carte d'état-major (1820-1866) et les cartes ou photos aériennes de l'IGN pour la période actuelle (1950 à aujourd'hui).

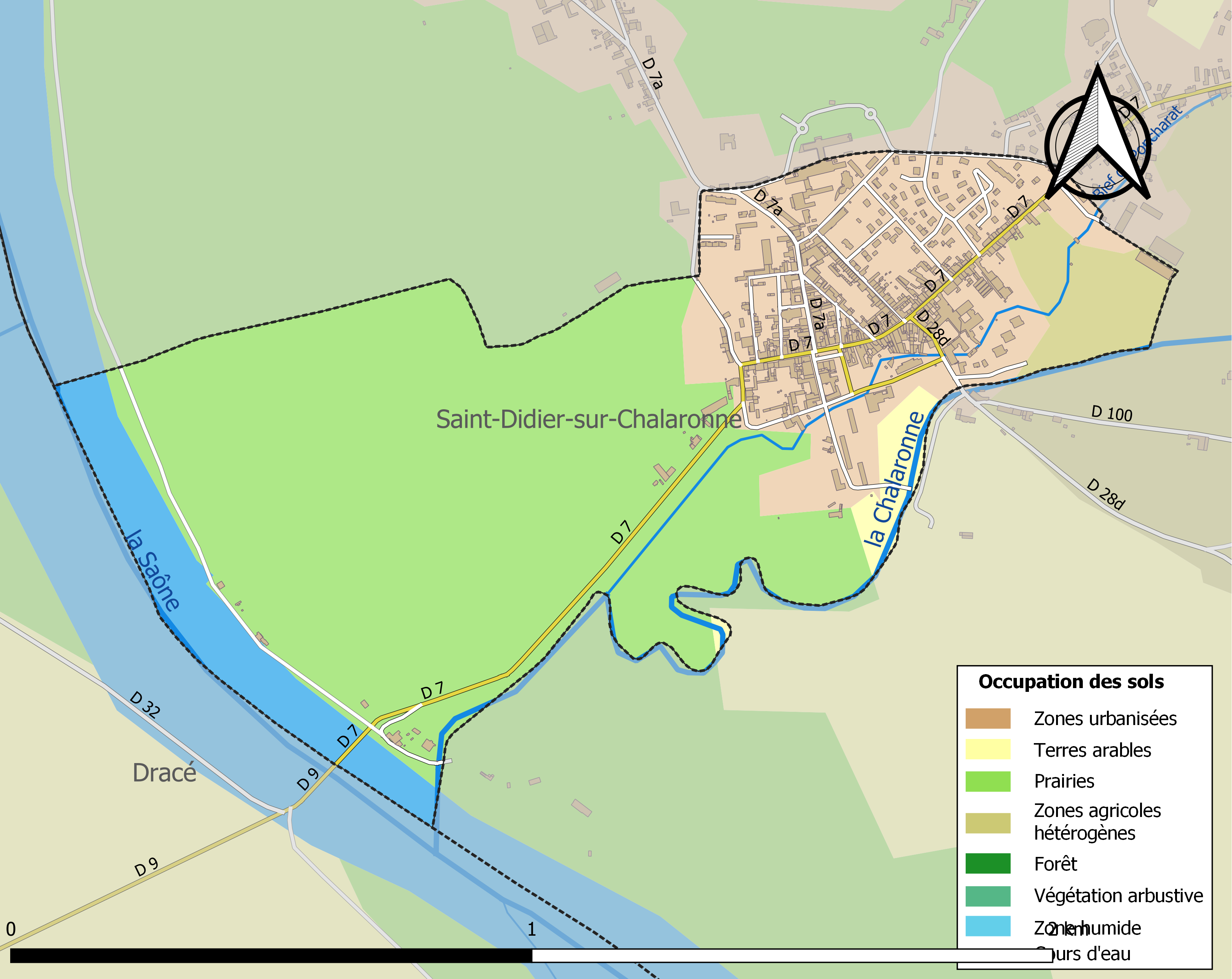
Carte des infrastructures et de l'occupation des sols de la commune en 2018 (CLC).

## Toponymie

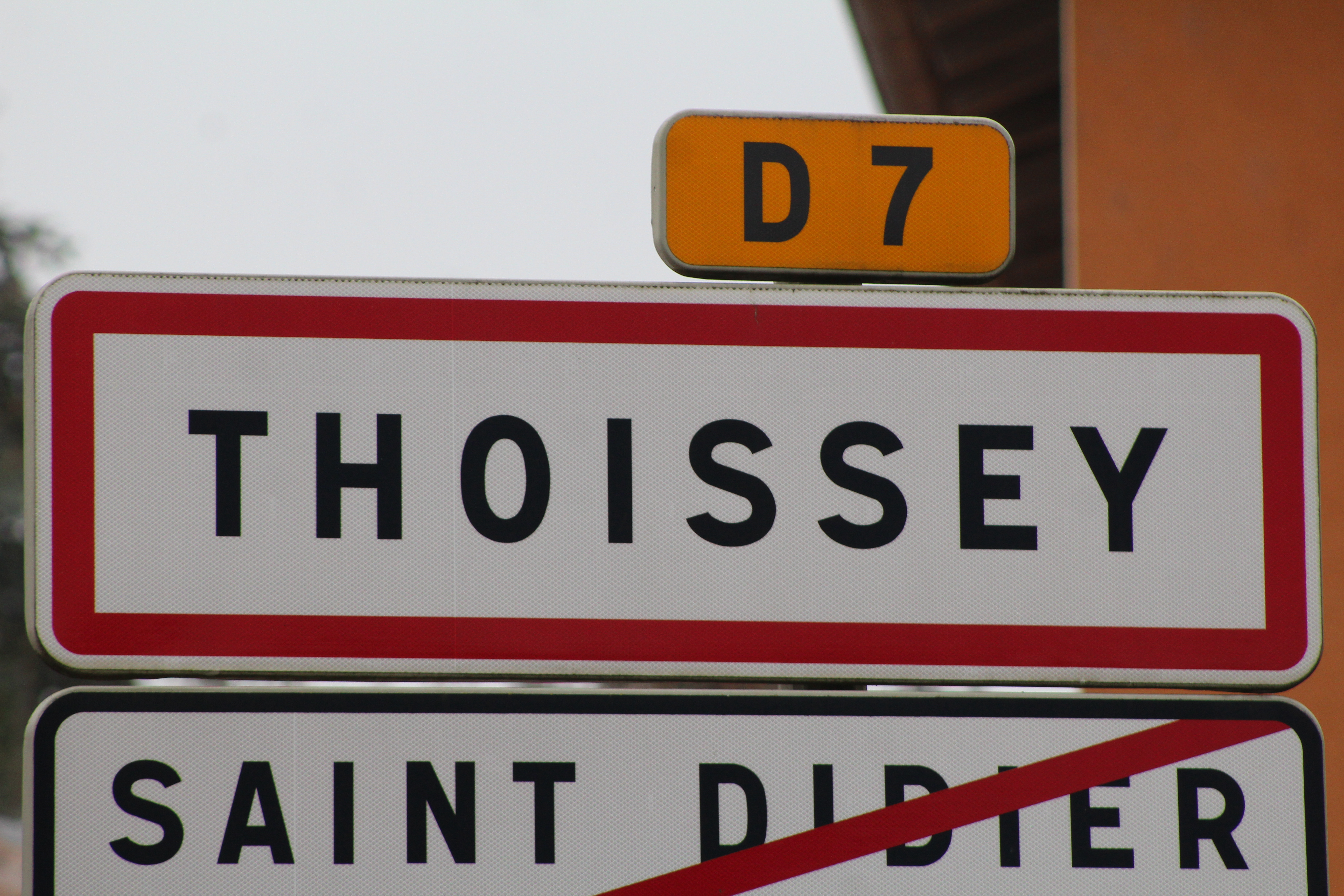
Panneau d'entrée du village.

### Origine du nom
Thoissey a pour origine Tusciacum qui était le nom d'un domaine d'origine gallo-romaine.

### Anciens noms
La première mention du village date de 910 dans le recueil des chartes de Cluny où apparaît Tussiaco. Dans le même ouvrage se trouvent le nom Tusciaco en 943, Thosciaco et sa variante Tosciaco en 944. À la fin du siècle est aussi évoque Tussiacum en 998.
Deux siècles plus tard, Toyciaco et Toysiaco sont cités en 1236, Toissey est mentionné en 1239. Selon Marie-Claude Guigue dans un ouvrage consacré à la Dombes, Thoyssiaci était le nom pour se référer au village autour de 1310.
En 1407, Toisse est évoqué qui Toissay l'est vers 1441. En 1567, le nom actuel de Thoissey est mentionné pour la première fois mais Samuel Guichenon cite Toissey comme nom de la commune autour de 1650 dans un ouvrage sur la Bresse. Enfin, la description de Bourgogne évoque une nouvelle fois Thoissey en 1790.

## Histoire
La charte 656 de Cluny datée du 28 mars 944 fait mention d'un plaid tenu par le duc de Bourgogne Hugues le Noir, en présence du comte de Mâcon Letaud, Charles Constantin et de Guillaume, comte. Les moines de Cluny comparurent devant cette assemblée, et se plaignirent d'Adémar, vicomte de Lyon, lequel leur contestait la seigneurie de Thoissey et ses dépendances, prétendant que cette ville faisait partie de sa vicomté (desuovicecomitatuesse), bien qu'elle leur eût été cédée par le roi de Bourgogne Conrad le Pacifique, dont ils exhibèrent le diplôme, daté du 23 avril 943.
Adémar, dit l'acte, ayant entendu la lecture des lettres royales, voyant d'ailleurs que le marquis Hugues, son seigneur, à la prière duquel elles avaient été données l'année précédente, favorisait les moines de Cluny, et enfin n'ayant rien à objecter, renonça à ses prétentions. Et, afin qu'aucun des successeurs d'Adémar ne pût revenir contre sa renonciation, elle fut confirmée par Hugues et signée par tous ses fidèles. Mais les moines ne se contentèrent pas de la renonciation d'Adémar, corroborant le diplôme de Conrad. Ils prièrent Hugues le Grand, duc des Francs, Hugues le Noir, et Letaud, d'obtenir du roi de France Louis IV une donation de Thoissey, afin d'éviter tout différend dans l'avenir, car ce vicomte prétendait avoir des droits sur tout le pagus Lugdunensis.
Lothaire, son successeur, n'y renonça que longtemps après, lors du mariage de Mathilde, sa sœur, avec Conrad III. En conséquence, Louis d'Outremer donna, le 1er juillet 946, un précepte royal portant cession aux moines de Cluny, sur leur demande, d'une petite ville (villulam) de la vicomté de Lyon, située dans le pagus Lugdunensis et sur les bords de la Saône. Cette donation avait en réalité si peu d'importance pour le roi de France qu'on ne prit pas même le soin d'y nommer Thoissey.
Vers 1233-1239, Humbert V de Beaujeu usurpe la seigneurie aux abbés de Cluny.
En 1372, Thoissey est alors le centre d'une châtellenie, possession des sires de Beaujeu. Le château de Thoissey fut le chef-lieu d'une châtellenie de la principauté de Dombes. Le 23 juin 1400, Édouard II, sire de Beaujeu, donne la seigneurie à Louis II, duc de Bourbon.
Au XVe siècle, Guichard VI le Grand, aurait été à l’origine des premières fortifications et de la construction d’un château avec poype qui permirent à Thoissey de se développer. Toutefois, au XVIe siècle, les Thoisseyens subissent les guerres de Religion et d'autres épreuves. En 1561, les huguenots s’emparent de la ville et se font nourrir par le pays, une épidémie de peste fait périr 140 personnes en 1564. Puis, les ligueurs, maîtres de la ville, commettent de multiples exactions entre 1589 et 1595. Les habitants qui se trouvent accablés et ruinés sollicitent de leurs souverains le renvoi de la garnison et la permission de démolir la forteresse. Les fortifications sont alors démantelées à la fin du siècle et le château est rasé en 1615.
Thoissey appartient à la souveraineté de Dombes jusqu'à la cession de celle-ci à la France en 1762. À la fin du XVIIe siècle, la petite ville qui était la judicature du châtelain des environs est élevée au rang de bailliage particulier, supprimé en 1772 avec ceux de Trévoux et de Chalamont, remplacées par la sénéchaussée de Trévoux. En 1790, elle devient une municipalité du canton dont elle est le chef-lieu et dépend du district de Châtillon-les-Dombes.

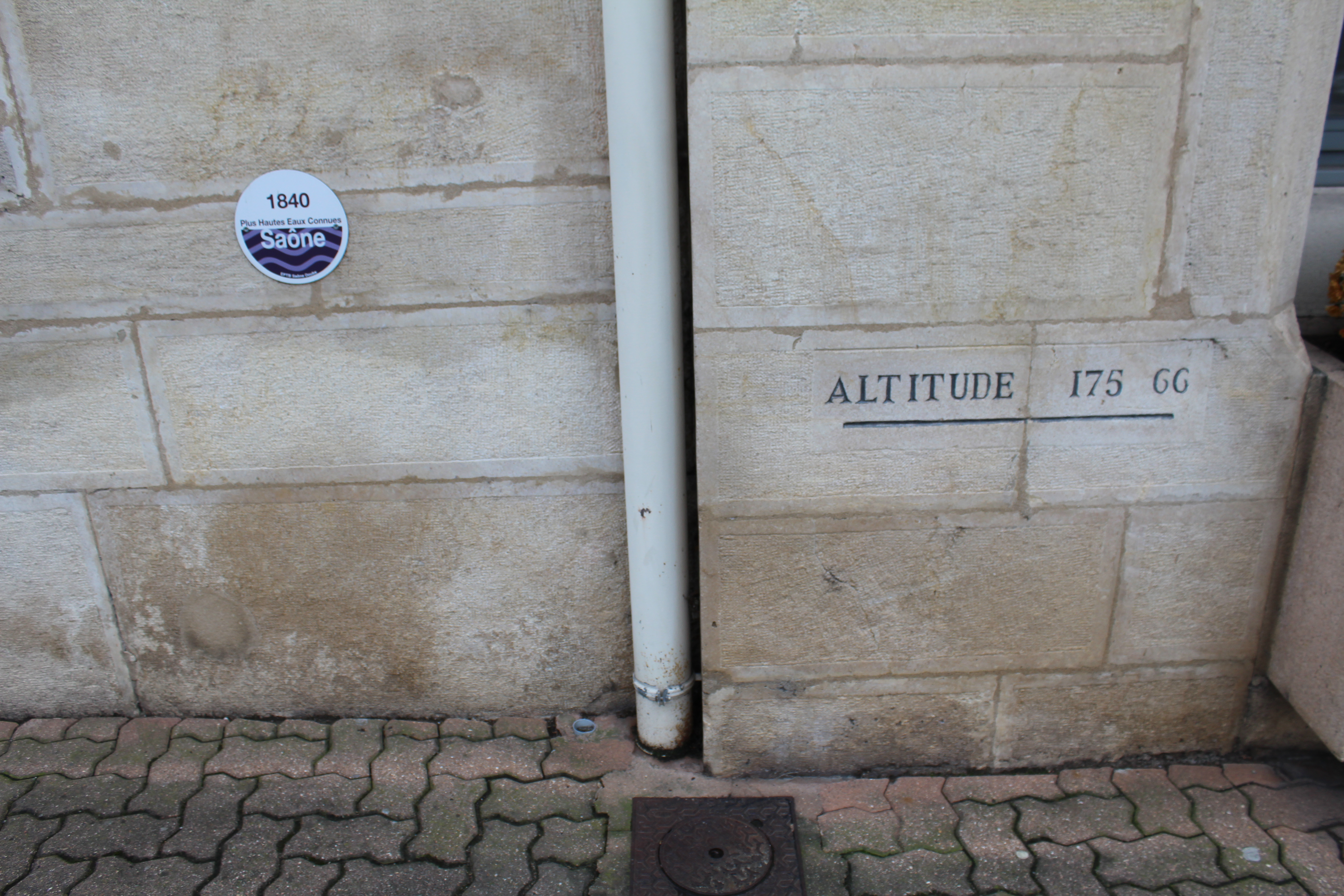
Repère indiquant le niveau de la Saône en 1840 sur la façade de l'hôtel de ville.

En 1840, une inondation dévaste la plaine de la Saône et recouvre la rue du port d’1,5 m d’eau. En conséquence, le maire fait démolir les halles et la chapelle pour édifier l’hôtel de ville.

## Politique et administration

### Découpage territorial
La commune de Thoissey est membre de la communauté de communes Val de Saône Centre, un établissement public de coopération intercommunale (EPCI) à fiscalité propre créé le 1er janvier 2017 dont le siège est à Montceaux. Ce dernier est par ailleurs membre d'autres groupements intercommunaux.
Sur le plan administratif, elle est rattachée à l'arrondissement de Bourg-en-Bresse, au département de l'Ain et à la région Auvergne-Rhône-Alpes. Sur le plan électoral, elle dépend du  canton de Châtillon-sur-Chalaronne pour l'élection des conseillers départementaux, depuis le redécoupage cantonal de 2014 entré en vigueur en 2015, et de la quatrième circonscription de l'Ain  pour les élections législatives, depuis le dernier découpage électoral de 2010.

### Administration municipale
Lors des conseils municipaux, le maire est entouré de ses trois adjoints, de deux conseillers délégués et des dix autres conseillers municipaux. Ces élus se répartissent les tâches par le biais de plusieurs commissions : tourisme, camping, finances, développement économique, travaux, voiries, communication, environnement, cadre de vie, vie associative, culture, piscine, développement durable, fêtes et cérémonies, entretien des bâtiments, états des lieux, CCAS, patrimoine.

### Maires successifs
| Période | Période  | Identité                     | Étiquette | Qualité                                                                             |
| ------- | -------- | ---------------------------- | --------- | ----------------------------------------------------------------------------------- |
| 1790    | 1792     | Louis Lorin                  |           |                                                                                     |
| 1792    | An II    | Jean François Gastier        |           | Notaire                                                                             |
| 1792    | An II    | Jean François Labbé          |           | Capitaine au 4e régiment                                                            |
| An II   | An II    | Etienne Jérôme Guichenon     |           | Médecin                                                                             |
| An II   | An IV    | Sébastien Berthier           |           | Architecte                                                                          |
| An IV   | An VI    | Pierre Antoine Girod         |           | Notaire et agent municipal                                                          |
| An VI   | An VI    | Pierre Gaty                  |           | Agent municipal                                                                     |
| An VI   | 1818     | Joseph Desgrange             |           | Agent municipal                                                                     |
| 1818    | 1831     | Pierre Antoine Girod         |           | Notaire                                                                             |
| 1831    | 1835     | Jean Nicolas Morgon          |           |                                                                                     |
| 1835    | 1836     | Benoît Chamerat              |           |                                                                                     |
| 1836    | 1839     | Antoine Chamerat (1802-1851) |           | Notaire, conseiller d'arrondissement Nommé chef du secrétariat de la mairie d'Alger |
| 1839    | 1844     | Marie Joseph Girod           |           | Notaire                                                                             |
| 1844    | 1866     | Claude Magat                 |           | Directeur de collège et notaire                                                     |
| 1866    | 1870     | Aimé Marius Keller           |           | Notaire                                                                             |
| 1870    | 1870     | Claude Ducher                |           | Médecin                                                                             |
| 1870    | 1871     | François Geoffray            |           |                                                                                     |
| 1871    | 1872     | Aimé Marius Keller           |           |                                                                                     |
| 1872    | 1874     | Michel Méziat                |           |                                                                                     |
| 1874    | 1896     | Claude Ducher                |           | Médecin                                                                             |
| 1896    | 1929     | Aimé Ducher                  |           | Médecin                                                                             |
| 1929    | 1935     | Claudius Gay                 |           |                                                                                     |
| 1935    | 1941     | Emile Dubuis                 |           | Marchand de charbon                                                                 |
| 1941    | 1944     | Antoine Rafanel              |           |                                                                                     |
| 1944    | 1945     | Emile Dubuis                 |           | Marchand de charbon                                                                 |
| 1945    | 1950     | Jean Chamerat                |           | Boucher                                                                             |
| 1950    | 1968     | Louis Marchand               |           | Imprimeur                                                                           |
| 1968    | 1991     | François Bastide             |           | Activités en pharmacie                                                              |
| 1991    | 1995     | Alain Verchère               |           | Chirurgien dentiste                                                                 |
| 1995    | 2008     | André Philippon              | DVG       | Professeur, conseiller général (2004-2015)                                          |
| 2008    | 2020     | Maurice Voisin               | DVD       | Retraité - Réélu en 2014                                                            |
| 2020    | En cours | Anne Turrel                  |           |                                                                                     |

### Jumelages
| Mons Thoissey |

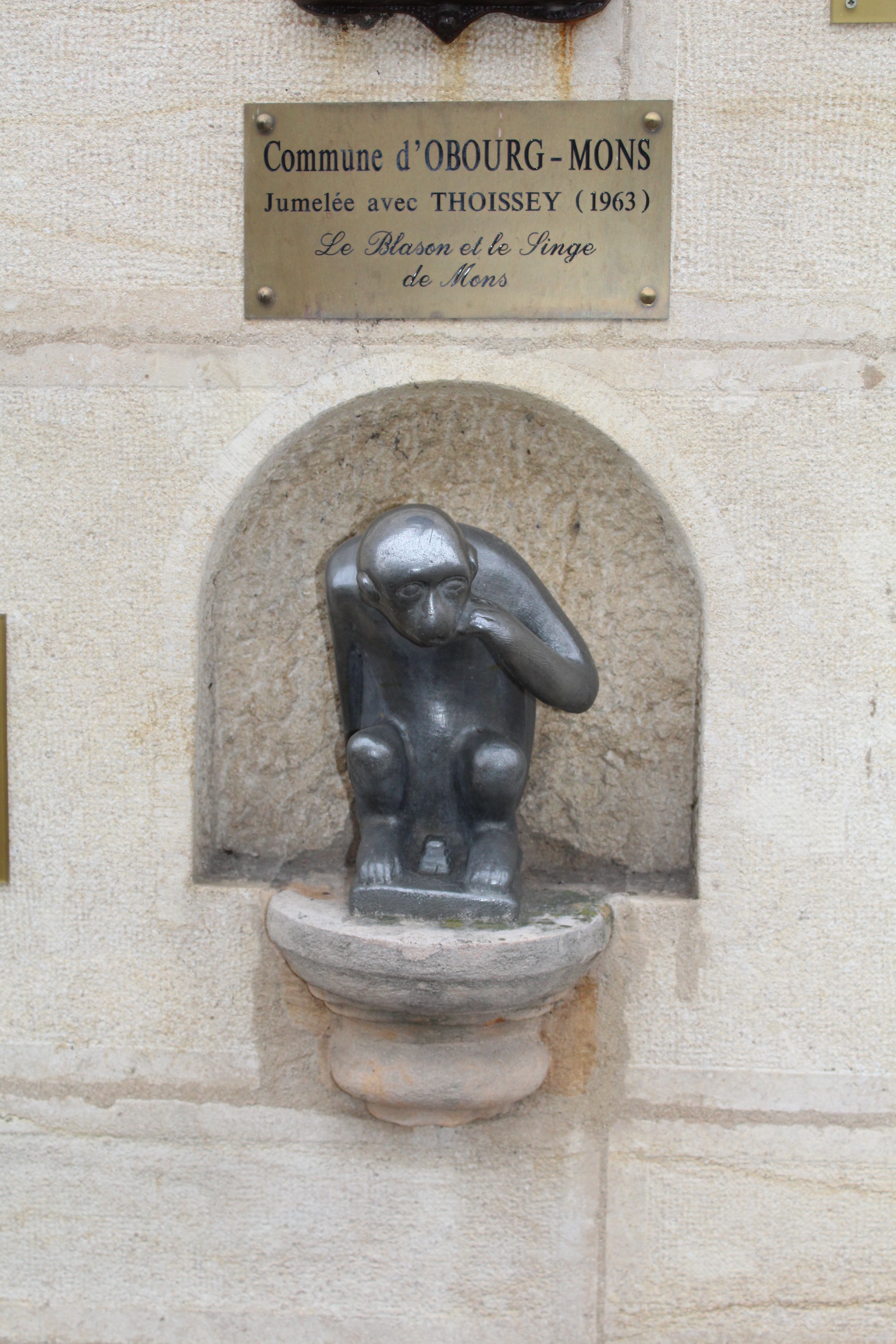
Le singe de Mons à l'hôtel de ville.

Le 18 mai 1963, Thoissey et Obourg signent une charte de jumelage. En 1972, la commune belge fusionne avec la commune de Mons et devient une section de la ville, le jumelage reste alors toujours valable et des échanges sont effectués avec la grande ville de Belgique.
Le comité de jumelage a été créé à l'initiative de monsieur Berlioz habitant dans la commune à la suite d'un échange avec monsieur et madame Lusiky, citoyens d'Obourg passant leur vacances d'été dans la région. Le 22 août 2015 à l'hôtel de ville de Mons, les représentants des deux villes ont renouvelé l'engagement de maintenir des liens permanents pour les cinquante années à venir.

## Population et société

### Démographie
L'évolution du nombre d'habitants est connue à travers les recensements de la population effectués dans la commune depuis 1793. Pour les communes de moins de 10 000 habitants, une enquête de recensement portant sur toute la population est réalisée tous les cinq ans, les populations de référence des années intermédiaires étant quant à elles estimées par interpolation ou extrapolation. Pour la commune, le premier recensement exhaustif entrant dans le cadre du nouveau dispositif a été réalisé en 2005.
En 2022, la commune comptait 1 644 habitants, en évolution de −4,7 % par rapport à 2016 (Ain : +5,15 %, France hors Mayotte : +2,11 %).
| 1793  | 1800  | 1806  | 1821  | 1831  | 1836  | 1841  | 1846  | 1851  |
| ----- | ----- | ----- | ----- | ----- | ----- | ----- | ----- | ----- |
| 1 189 | 1 442 | 1 377 | 1 252 | 1 545 | 1 628 | 1 563 | 1 515 | 1 701 |

| 1856  | 1861  | 1866  | 1872  | 1876  | 1881  | 1886  | 1891  | 1896  |
| ----- | ----- | ----- | ----- | ----- | ----- | ----- | ----- | ----- |
| 1 668 | 1 663 | 1 748 | 1 609 | 1 611 | 1 518 | 1 538 | 1 461 | 1 400 |

| 1901  | 1906  | 1911  | 1921  | 1926  | 1931  | 1936  | 1946  | 1954  |
| ----- | ----- | ----- | ----- | ----- | ----- | ----- | ----- | ----- |
| 1 356 | 1 324 | 1 202 | 1 047 | 1 159 | 1 153 | 1 012 | 1 104 | 1 083 |

| 1962  | 1968  | 1975  | 1982  | 1990  | 1999  | 2005  | 2006  | 2010  |
| ----- | ----- | ----- | ----- | ----- | ----- | ----- | ----- | ----- |
| 1 210 | 1 445 | 1 454 | 1 481 | 1 306 | 1 358 | 1 427 | 1 465 | 1 540 |

| 2015  | 2020  | 2022  | - | - | - | - | - | - |
| ----- | ----- | ----- | - | - | - | - | - | - |
| 1 712 | 1 664 | 1 644 | - | - | - | - | - | - |

### Enseignement

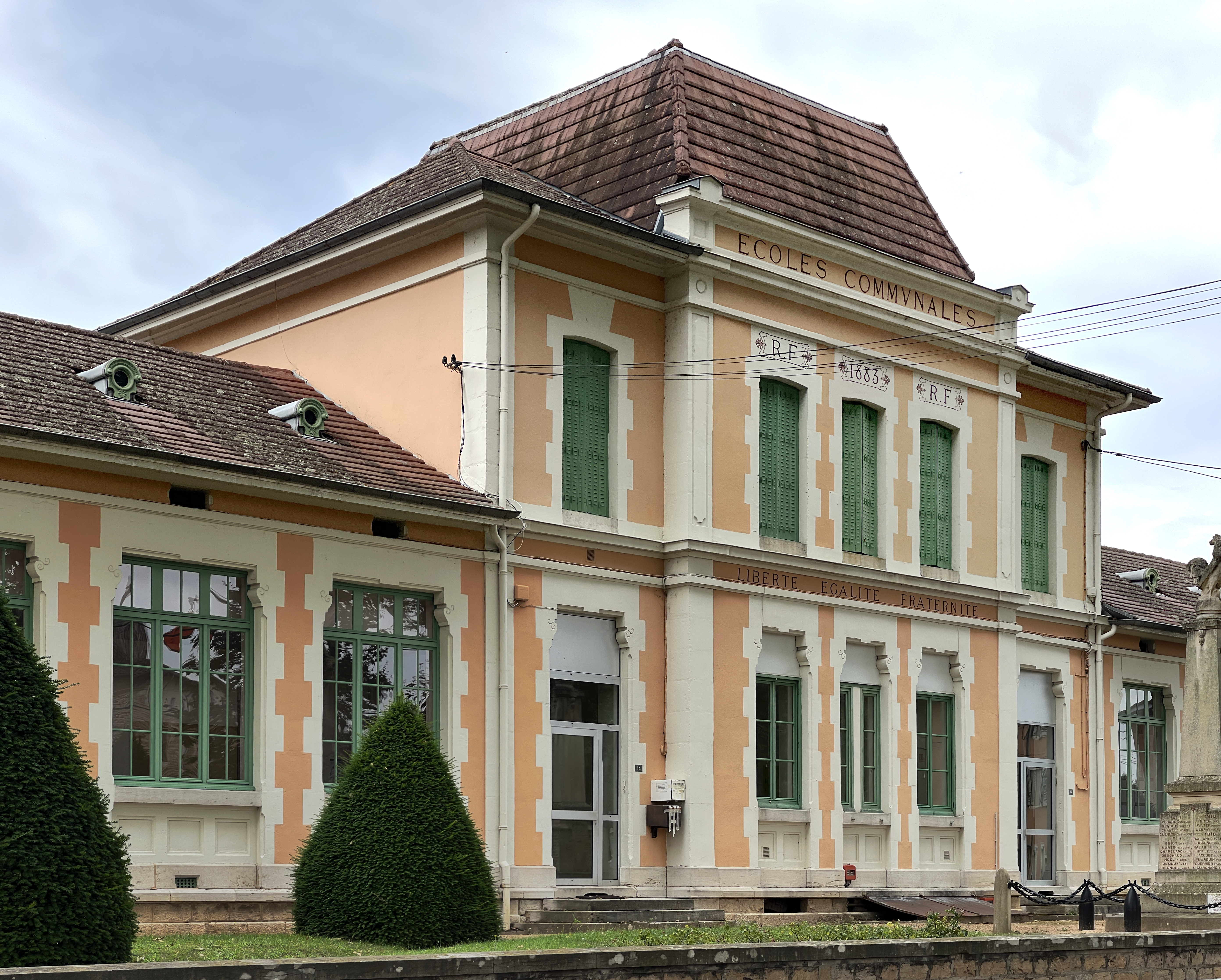
École élémentaire.

L'enseignement est présent dans la commune avec trois établissements scolaires dont une école maternelle et une école élémentaire.
Après leur cursus scolaire dans l'enseignement primaire, les élèves de Thoissey sont redirigés vers le collège Bel-Air sis officiellement dans la commune même si la partie nord de l'établissement est située dans la commune de Saint-Didier-sur-Chalaronne. Le collège accueillait jusqu'à la rentrée 2017 les élèves de l'ancien canton de Thoissey et de la commune de Dracé mais avec l'ouverture d'un collège à Montceaux, les adolescents accueillis sont différents. Les étudiants de Bey et de Cormoranche-sur-Saône qui étaient scolarisés au collège George-Sand à Pont-de-Veyle intègrent désormais l'établissement. Au contraire, les élèves qui habitent dans les communes de l'ancienne intercommunalité de Montmerle Trois Rivières sont redirigés à Montceaux. À la fin de leurs études au collège Bel-Air, ils sont envoyés au lycée Aiguerande à Belleville.
Néanmoins, pour ceux voulant bénéficier d'une scolarité dans un établissement privé, la commune voisine de Saint-Didier-sur-Chalaronne possède l'école privée Saint-Marie et le collège privé Saint-Joseph.

### Sports
Malgré l'importance de Thoissey, les infrastructures sportives ne sont pas très présentes dans la commune. Le manque d'emplacements libres en zones non inondables a obligé la construction des infrastructures en périphérie proche de la commune, à Saint-Didier.
Toutefois, il existe deux courts de tennis occupés par l'Entente Tennis Club Val de Saône Chalaronne, club intercommunal créé en 2009 en remplacement du Tennis Club de Thoissey-Saint Didier. Près de l'église Saint-Madeleine, le boulodrome est le lieu des parties de boules des adhérents de l'Amicale des Boules Thoissey Saint-Didier.
À l'est du village se trouve le stade des Petits-Oiseaux, souvent référencé comme appartenant à la commune mais situé à Saint-Didier. Il accueille les rencontres de l'équipe honneur de l'ESVS Thoissey Saint-Didier Illiat qui peut aussi évoluer au stade municipal d'Illiat ou au stade Romain-Vaillant situé près du collège à Saint-Didier dans un centre destiné au sport. En plus du stade, ce centre inauguré le 13 juin 2009 regroupe des courts de tennis couverts et extérieurs, un skatepark et le gymnase intercommunal. Cette salle multisport est occupée par l'ESVS Basket Thoissey.

### Médias
Le Progrès est un journal régional diffusant dans les départements de l'Ain, du Jura, du Rhône, de la Loire et de la Haute-Loire. Chaque vendredi est publié le journal local hebdomadaire Voix de l'Ain. De plus, Le Journal de Saône-et-Loire, paru pour la première fois le 2 juillet 1826, est la version saône-et-loirienne du Progrès. Ce journal quotidien paraît dans les environs sous l'édition de Mâcon.
Dans le domaine télévisuel, la chaîne France 3 émet un décrochage local dans la commune par le biais de France 3 Rhône Alpes. Enfin, Radio Scoop est une radio musicale d'Auvergne-Rhône-Alpes qui possède une station à Bourg-en-Bresse diffusant dans l'Ain.

## Culture et patrimoine

### Lieux et monuments
- Le long de la route du Beaujolais se trouve le couvent des Ursulines. Construit en 1666[38] et démantelé à la Révolution, il est inscrit au titre des monuments historiques depuis le 20 mai 1980[39].
- L'apothicairerie, dont les éléments de décor sont classés au titre objet aux monuments historiques[40], se situe dans l'ancien hôpital des sœurs datant du XVIIIe siècle. En 1700, un riche marchand drapier, Étienne Pollo, est à l'origine de la fondation de l'hôpital de Thoissey. En 1701, le duc du Maine accorde les lettres patentes pour la création de « L'Hôpital de la Charité ». L'apothicairerie a été construite entre 1731 et 1735[1]. Des boiseries de couleur brun et roux en noyer couvrent tous les murs ; ils sont l'œuvre de Jean Noblet, maître menuisier. Le plafond a été peint par Lugnot sur une toile marouflée. Une soixantaine de pots à pharmacie en faïence de Nevers[41], décorés en camaïeu bleu cobalt étaient destinés à recueillir les produits de l'apothicaire, rangés dans des loggias ainsi que des buffets de style Renaissance. Les impostes, peintes à l'eau, représentent le cardinal Charles Borromée et sainte Marthe, patronne des sœurs.
- L'église Sainte-Madeleine date du XIXe siècle. Elle a été construite sur l'emplacement de l'ancienne église qui était sous le même vocable. Rénovée en 2007, elle abrite des toiles du peintre lyonnais Daniel Sarrabat (XVIIe siècle), un ensemble de six toiles sont dédiées à Marie-Madeleine et trois livrées datent en 1706 et trois autres en 1713. La première église était la chapelle d'ancien château fort dédiée à l'origine à saint Sébastien puis a servi de chapelle du collège royal.
- Au XIXe siècle, il existait trois lavoirs publics sur la rive nord des Échudes. L'un d'entre eux, localisé à l’angle de la rue de l’Hôpital, était surmonté d’un séchoir à peaux avant 1914 pour les tanneurs.
- La levée du port avec son allée de 179 platanes sur 900 m date de 1808. Au début du XVIIIe siècle, le chemin d’accès au port était souvent impraticable à cause des crues de la Saône, il fut décidé d'y construire une levée. Vers 1818, les platanes sont plantés par les pépinières Baboud et en 1845, la levée est rehaussée. Toutefois, les arbres auraient dû être abattus en 1880 sur décision du conseil général. Grâce à la population qui s'est indignée de cette initiative, le conseil municipal fit abandonner ce projet.
- En face de l'école élémentaire trône un monument en l'honneur des soldats de la commune tombés durant les différents conflits qui ont engagé la France.
- Sur la place du Collège-Royal, un second monument honore douze Thoisseyens envoyés au bagne dans les camps de concentration le 29 février 1944.
- Il reste des vestiges de la « poype de la Marche » près du confluent de la Chalaronne et de la Saône. Des nobles de ce nom sont cités depuis 1149. En 1576, le château est décrit « en briques et pierres taillées, avec trois grosses hautes tours entouré de fossés d'eau situé à mille pas de la Saône et cinquante pas de Thoisey ». Il a été démantelé à la fin du XVIe siècle[42].

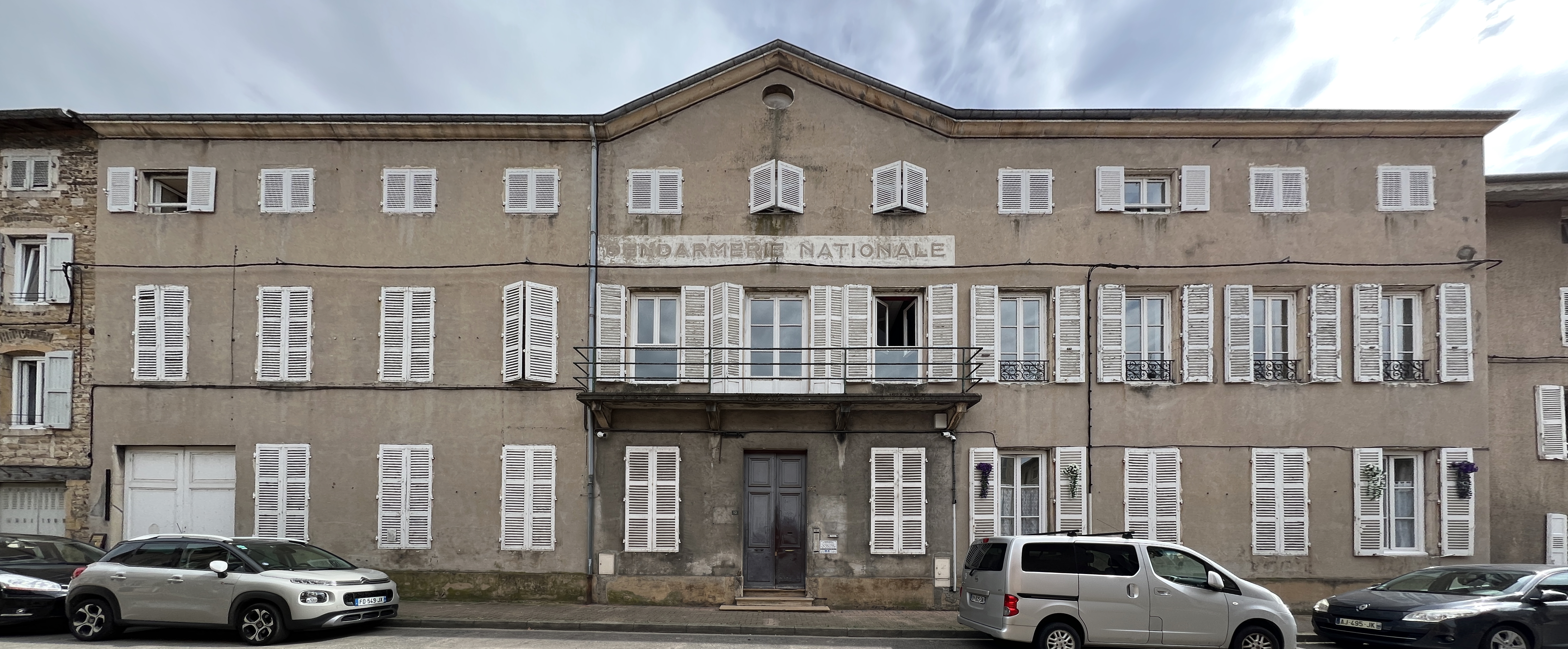
Couvent des Ursulines.
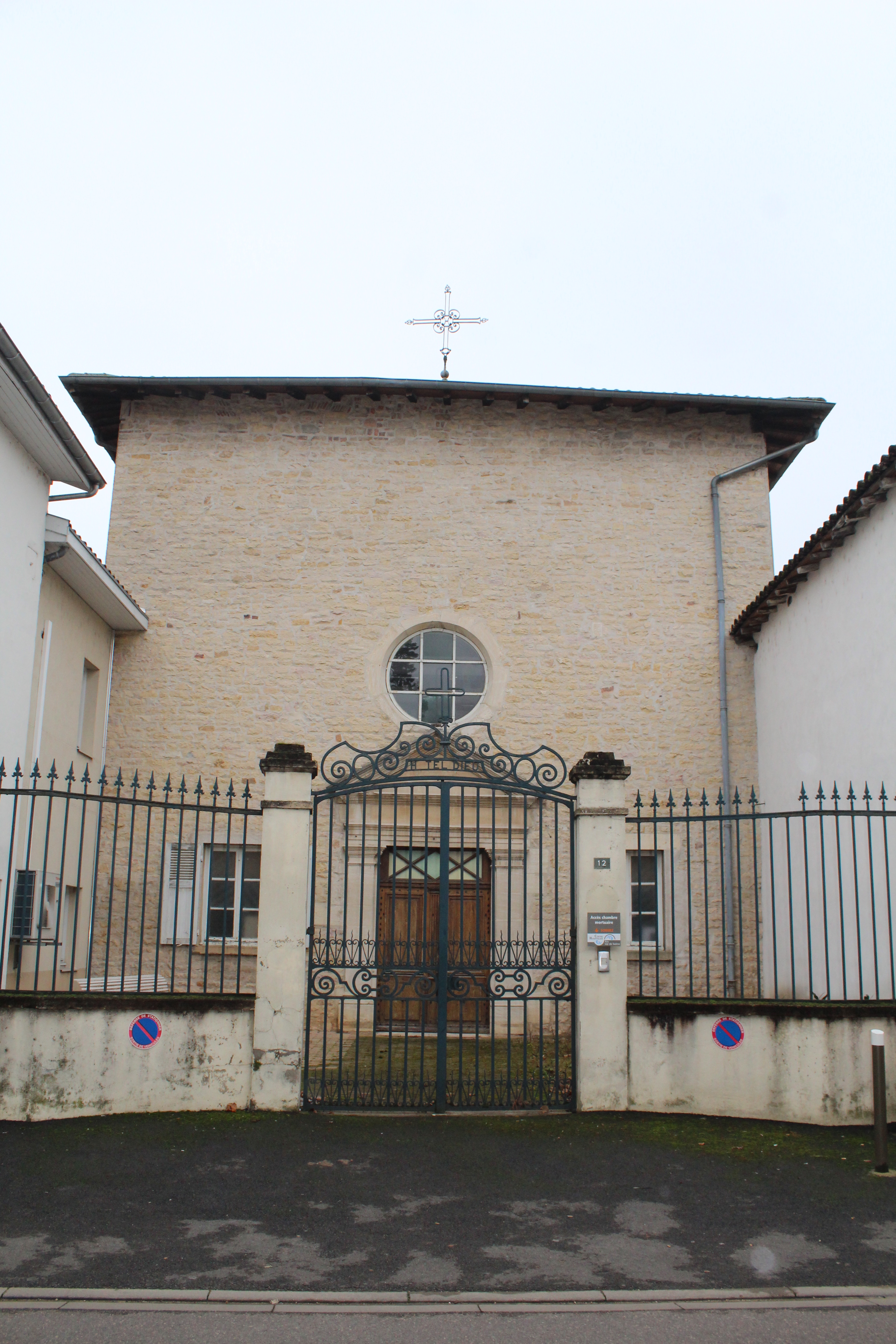
Hôpital.
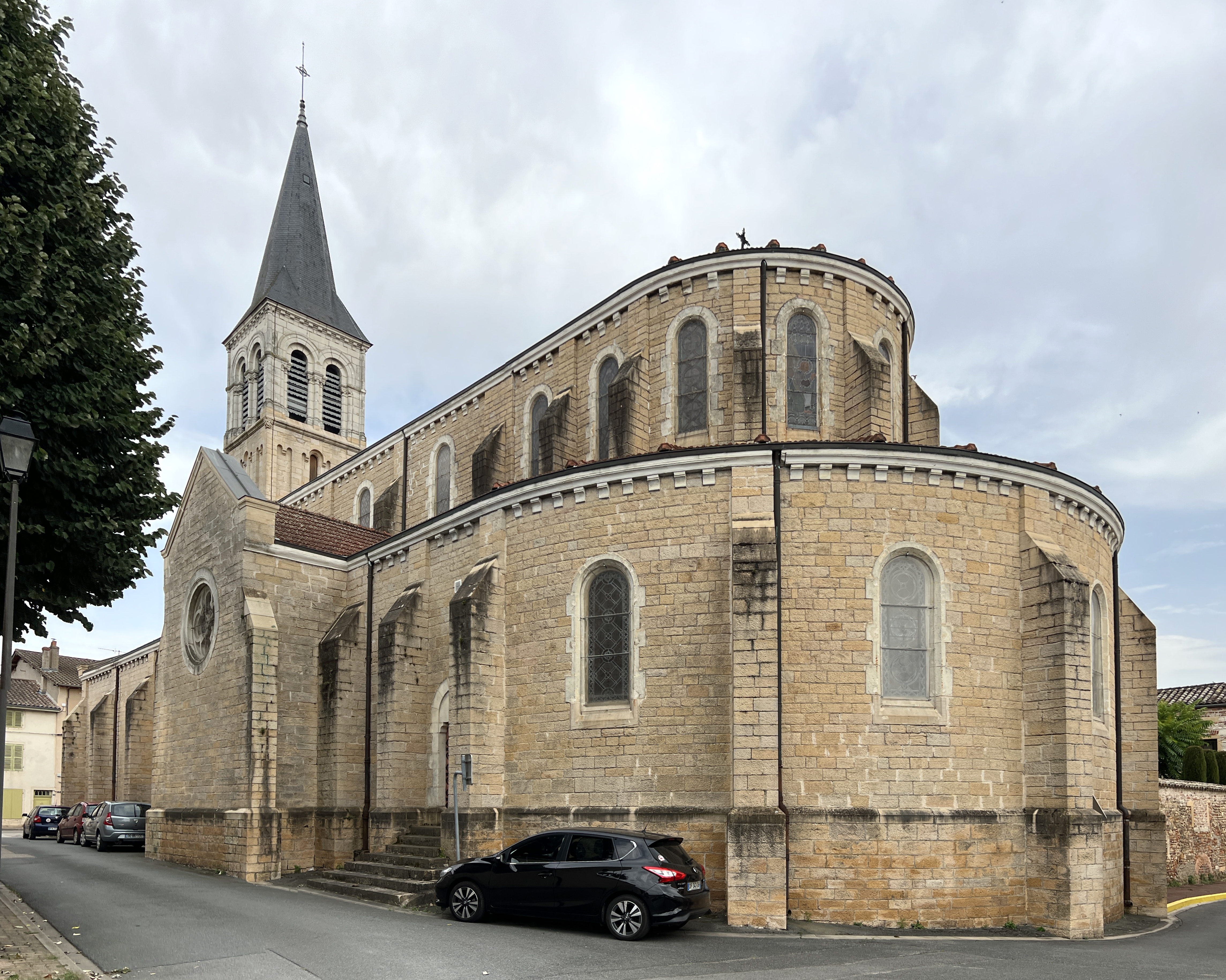
Église Sainte-Madeleine.
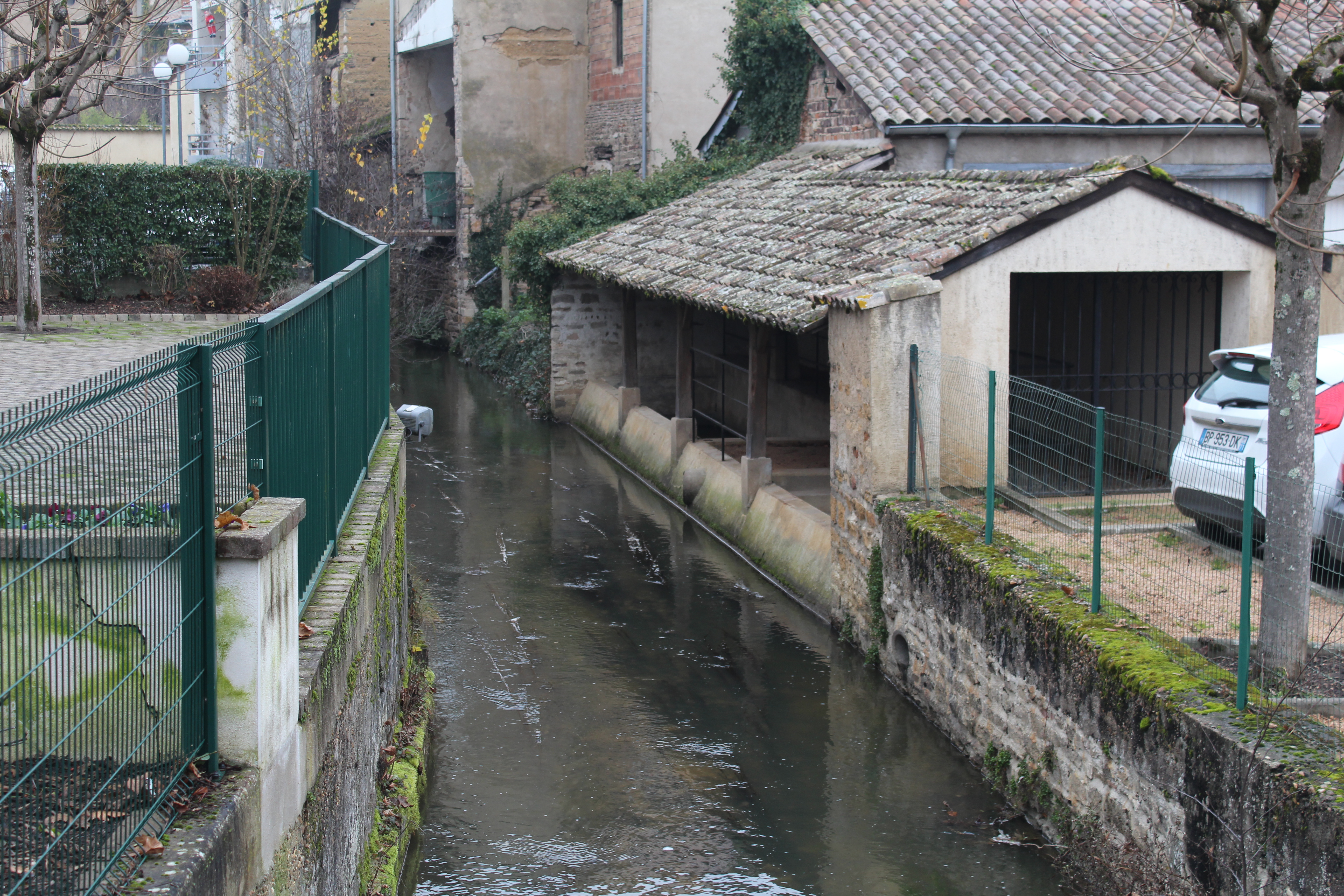
Lavoir de la rue de l'Hôpital.
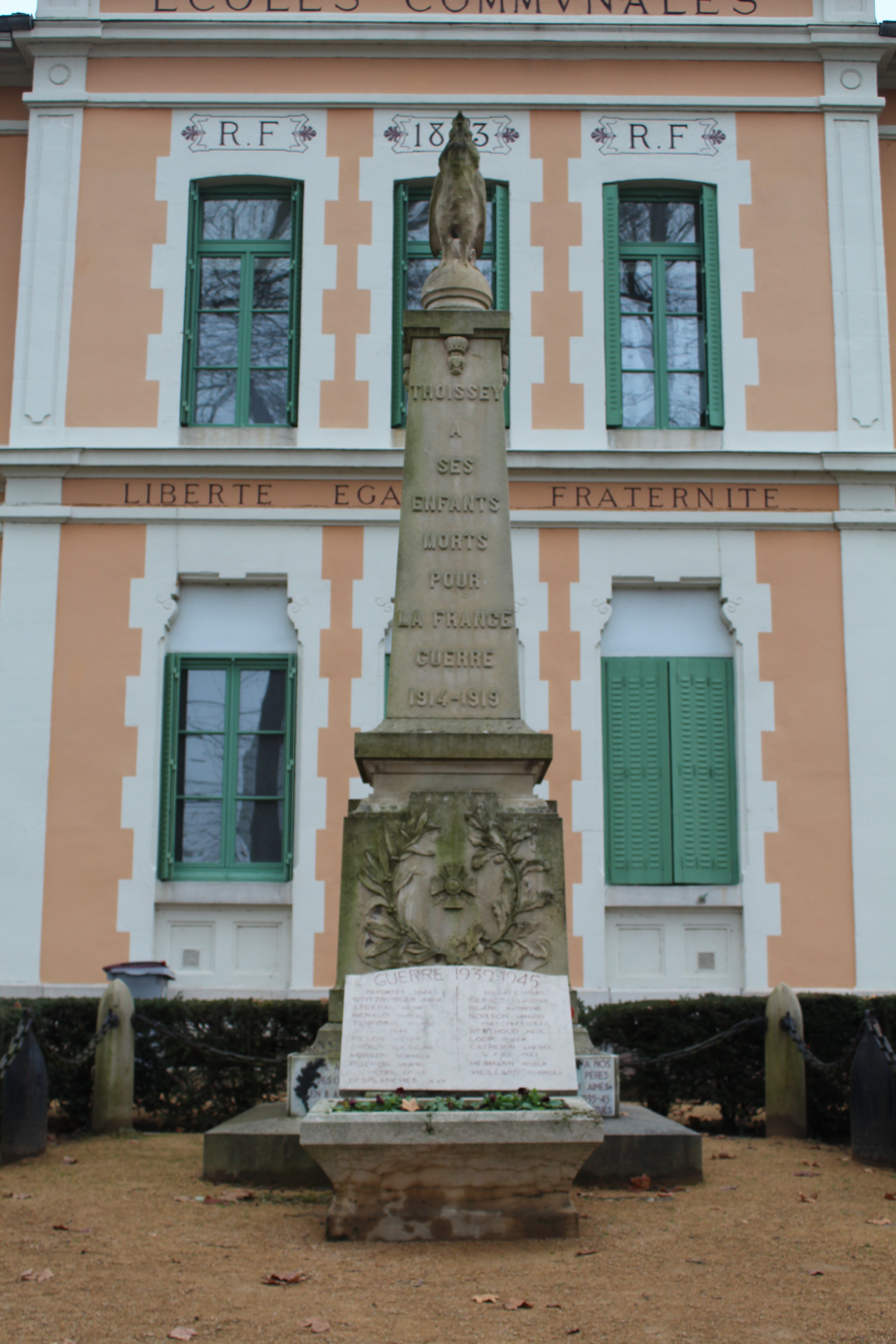
Monument aux morts.
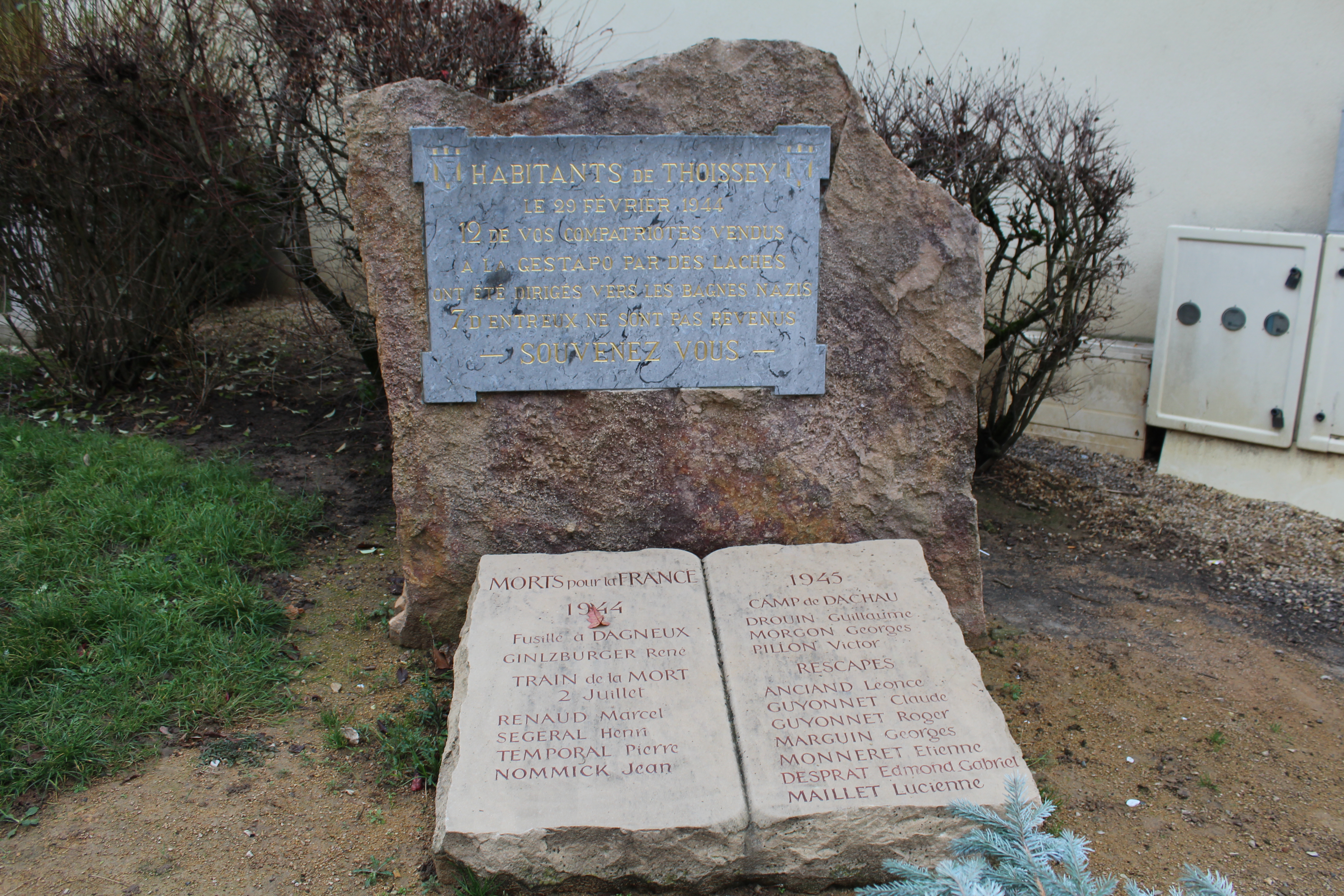
Monument des victimes de la Gestapo.

### Espaces verts et fleurissement

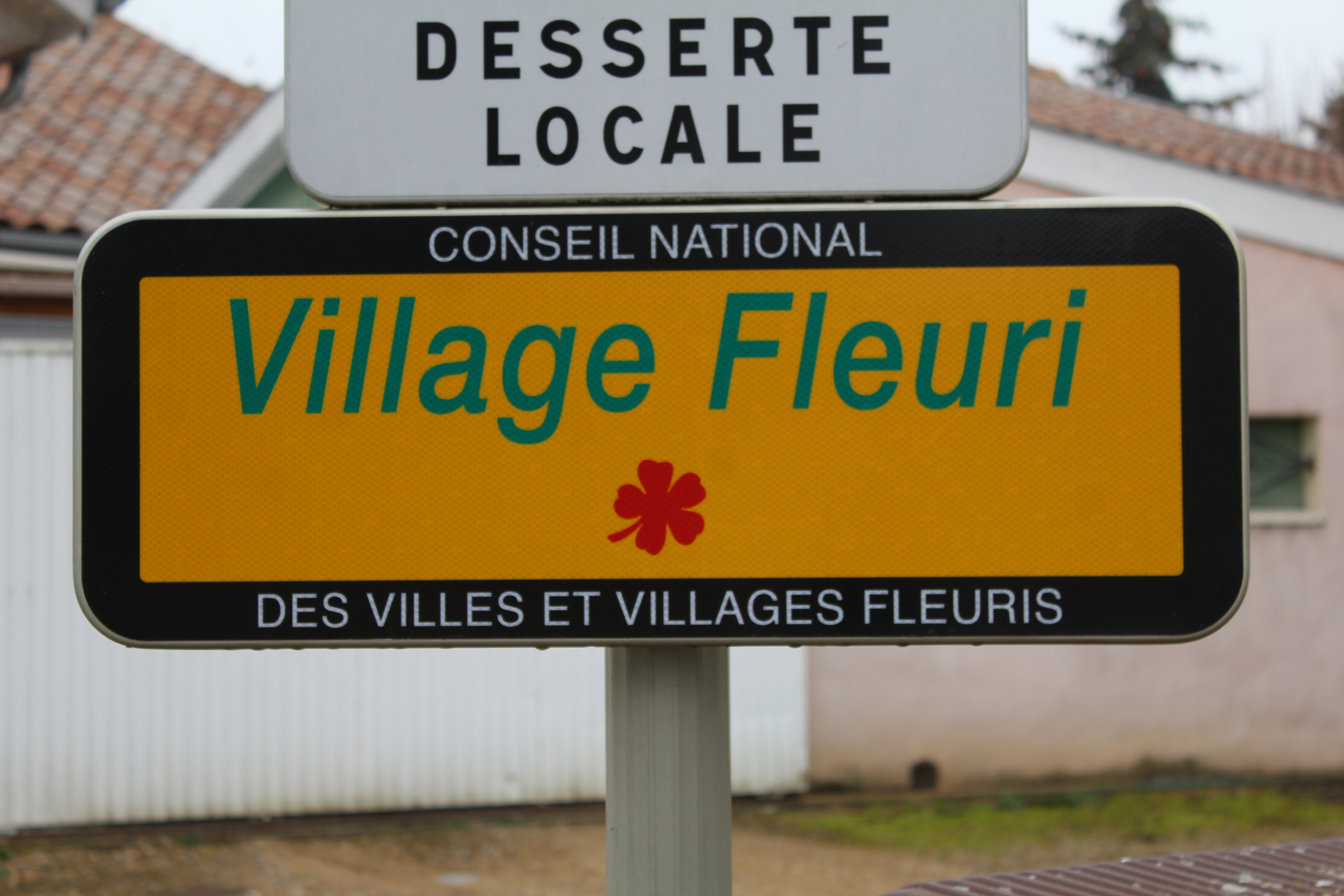
Panneau Village fleuri avec une fleur.

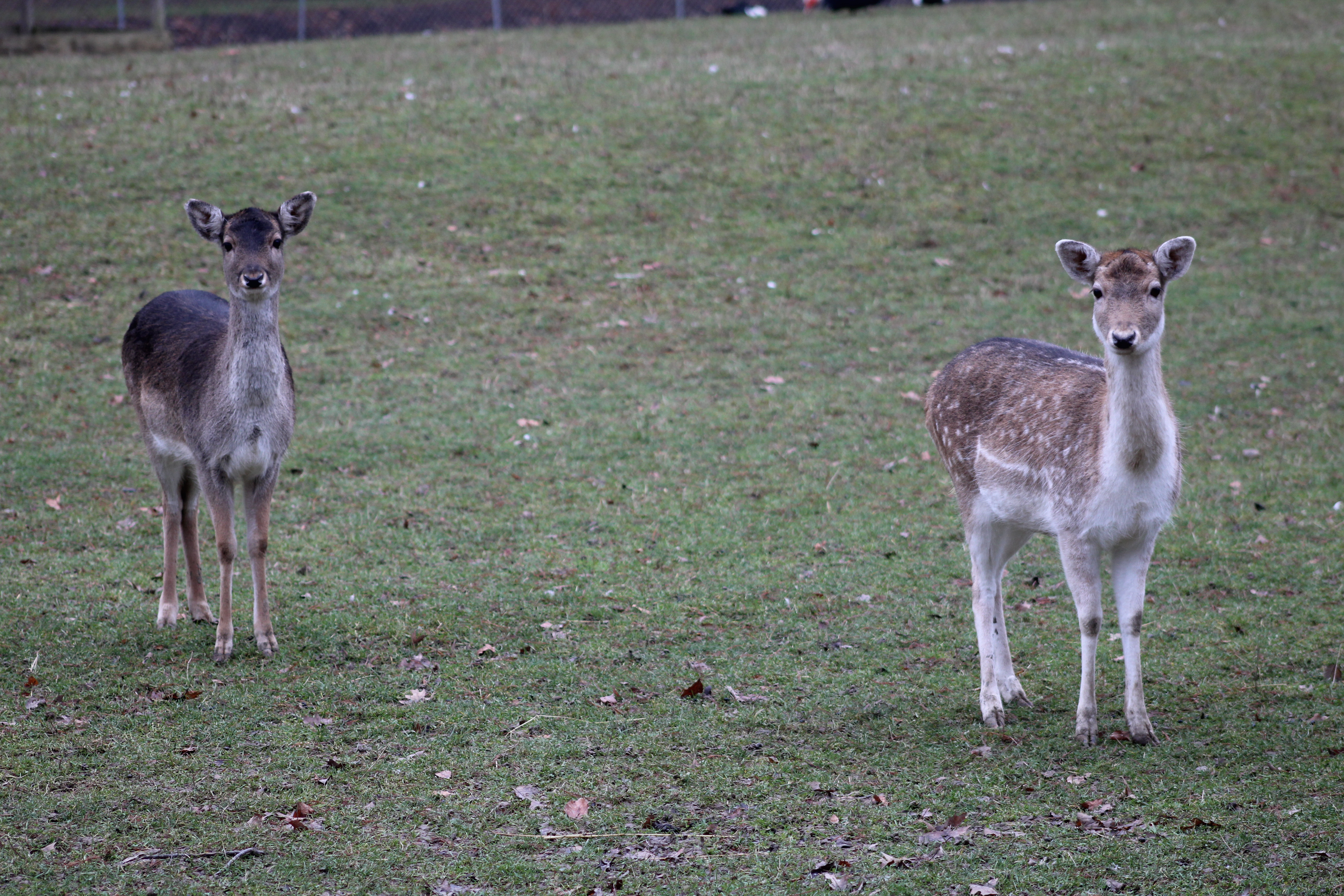
Biches du parc.

En 2015, la commune obtient sa première fleur au concours des villes et villages fleuris.
La moitié ouest du territoire fait partie des prairies inondables de la Saône et donc exemptée de constructions humaines, lui conférant un caractère sauvage. Près de la Chalaronne, le parc municipal ou parc du Général-Marchand s'étale sur 20 000 m2, on y trouve un arboretum et un petit parc animalier.

### Héraldique
| Blason | Blasonnement : De gueules au lambel de cinq pendants d'or, celui du centre prolongé vers la pointe, accompagné de dix étoiles du même ordonnées en orle. |

### Événements
- Le premier week-end d'août, rassemblement de fanfares en vue du festival des Fanfarons organisé par l'AJC et la fanfare Pustule.

### Films tournés à Thoissey
- Le film Après lui, de Gaël Morel (2007) a été tourné partiellement à Thoissey.

### Gastronomie
Sa localisation entre Bresse et Dombes confère au village une grande diversité gastronomique.
Les spécialités culinaires sont celles de la région bressane, c'est-à-dire la volaille de Bresse, les gaudes, la galette bressane, les gaufres bressanes, la fondue bressane. Les autres spécialités, celles de la Dombes, sont le cuisses de grenouille, le canard ou certains poissons comme la carpe.
La commune se situe dans l'aire géographique de l'AOC Volailles de Bresse. Elle a aussi l'autorisation de produire le vin IGP Coteaux de l'Ain (sous les trois couleurs, rouge, blanc et rosé).

### Personnalités liées à la commune

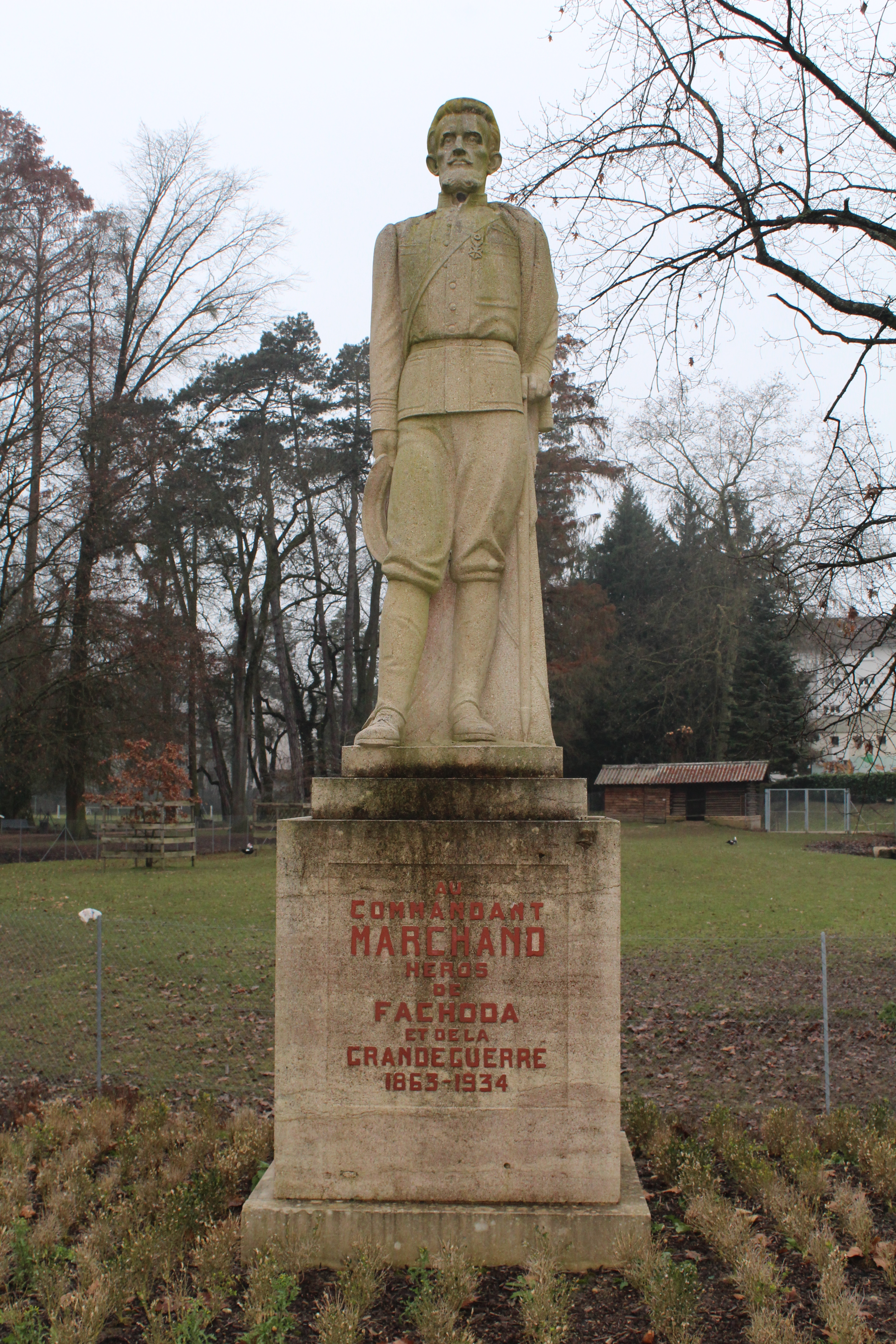
Monument du commandant Marchand.

#### Naissance dans la commune
- Antoine Lorin (1779-1847), médecin et homme politique né à Thoissey, député de l'Ain de 1830 à 1831.
- André Gastier (1791-1868), homme politique français et député.
- André Truchelut (1840 - 1916), géomètre et auteur d'ouvrages d'études sur la Bresse et de la Dombes. (Petit-fils d'André Gastier).
- Nicolas Victor Fonville, dit Fonville Père, (1805-1856), peintre paysagiste, lithographe et graveur français.
- Jean-Baptiste Marchand (1863-1934), général et explorateur, né et enterré à Thoissey. Dans le parc municipal est érigé un monument commémoratif en son honneur qui est l'œuvre de Jean-Louis Chorel.
- Jeanne Sandelion (1899-1976), romancière et poétesse française.
- Alfred Melot (1854-1941), peintre paysagiste, est né et a travaillé à Thoissey.

#### Autres personnalités
- Paul Taconne (1827-1908), chanoine aumônier des Ursulines et professeur au Collège royal.
- Claude Ducher (1832-1909), ancien maire décédé dans la commune
- Jean Nicolas Truchelut (1811-1890), époux de Françoise Pierrette Joséphine, fille du docteur Gastier. Il réside dans la commune de 1839 à 1846.